# Kjølrabbane
Kjølrabbane är en kulle i Antarktis. Den ligger i Östantarktis. Norge gör anspråk på området. Toppen på Kjølrabbane är 1 487 meter över havet.
Terrängen runt Kjølrabbane är platt åt nordväst, men åt sydost är den kuperad. Trakten är obefolkad. Det finns inga samhällen i närheten. 